# Клавил (Ер)
Клавил (фр. Claville) насеље је и општина у северној Француској у региону Горња Нормандија, у департману Ер која припада префектури Евре.
По подацима из 2011. године у општини је живело 1082 становника, а густина насељености је износила 61,27 становника/km². Општина се простире на површини од 17,66 km². Налази се на средњој надморској висини од 146 метара (максималној 152 m, а минималној 133 m).

## Демографија
| 1962. | 1968. | 1975. | 1982. | 1990. | 1999. | 2011. |
| ----- | ----- | ----- | ----- | ----- | ----- | ----- |
| 421   | 438   | 577   | 665   | 862   | 1.031 | 1.082 |

График промене броја становника у току последњих година